# Lanová dráha Kouty nad Desnou – Medvědí hora
Lanová dráha Kouty nad Desnou – Medvědí hora je první šestisedačková lanovka v Česku. Jejím vlastníkem a provozovatelem je firma K3 SPORT, s.r.o., dodavatelem rakouský Doppelmayr. Dolní stanice leží při Divoké Desné.

## Stavba

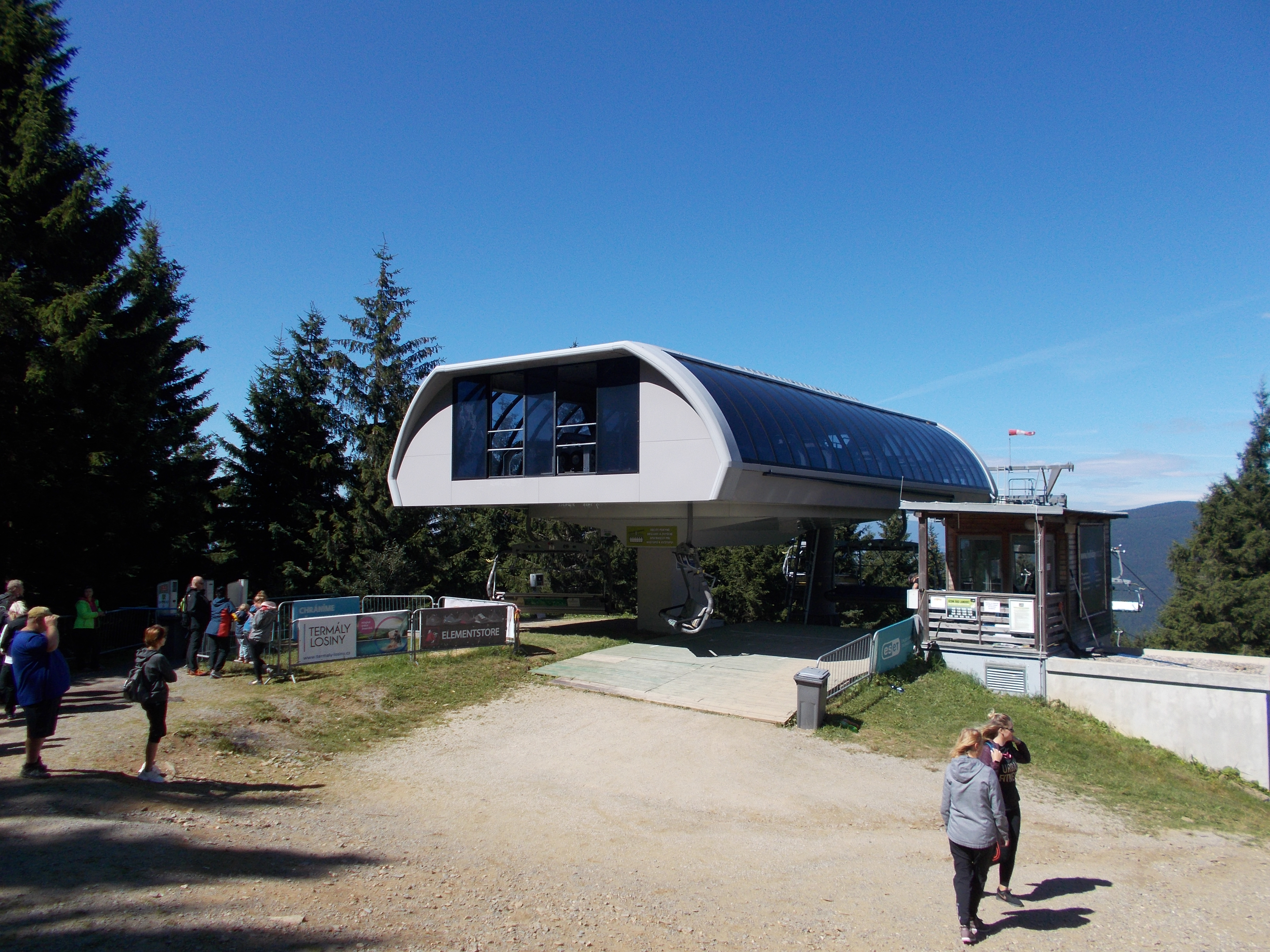
Horní stanice

V průběhu léta 2009 došlo k vykácení průseku pro lanovku, následovala betonáž patek a v květnu a červnu 2010 montáž podpěr (některé byly osazeny za pomoci vrtulníku). Během léta 2010 práce pokračovaly stavbou dolní i horní stanice, 21. října téhož roku došlo k zátěžovým testům dráhy s pivními sudy. Provoz byl zahájen 4. prosince 2010. Na stavbu lanové dráhy byly využity prostředky Evropské unie.